# Долорес Амбридж
Долорес Джейн Амбридж (англ. Dolores Jane Umbridge) — персонаж книжок Джоан Роулінг про Гаррі Поттера, другорядний антагоніст п'ятого роману «Гаррі Поттер і Орден Фенікса». Перший заступник міністра магії. Авторка декрету проти вовкулак (через який постраждав Ремус Люпин). Була призначена Міністерством магії викладачем захисту від темних мистецтв у школі для чаклунів Гоґвортс. Під час тимчасового переховування Дамблдора була призначена директором Гоґвортсу, що викликало обурення не тільки дітей, а і решти вчителів. Перейшла на бік Волдеморта під час того, як Темний Лорд захопив Міністерство магії. Очолювала суд над маґлонародженими.

## Зовнішній вигляд
Амбридж — повна жінка малого зросту, має коротку шию, великі очі, довгий рот, нагадує жабу. Герміона казала про неї: «Дурна, зла гаргулья!» Також її охрестили ропухою.
Одягається в усе рожеве.

## Характер
Своїм обов'язком вважає ревно служити владі. Ненавидить всіх істот нелюдської зовнішності, зокрема, вовкулак, кентаврів, водяників.
Не перестала виконувати свої обов'язки в Міністерстві магії навіть після того, як організацію захопив Волдеморт. Навпаки, стала підтримувати ідею чистоти крові, очолила суд над маґлонародженими.

## Кар'єра

### Заступник міністра магії
Вперше з'являється в книзі «Гаррі Поттер і Орден Фенікса» на засіданні Міністерства магії проти Гаррі Поттера, що вжив закляття «Експекто Патронум» у присутності маґла. Повністю відстоює позицію Міністра магії Корнеліуса Фаджа, тому виступає за те, щоб покарати Поттера. Пізніше читачі дізнаються, що це сама Амбридж накликала дементорів на Прівіт-драйв.

### Викладачка у Гоґвортсі
Оскільки Дамблдор не зміг самостійно знайти кандидатуру на призначення викладача дисципліни захисту від темних мистецтв, це за нього зробив міністр магії. Таким чином Долорес Амбридж потрапила до школи юних чаклунів.
Оскільки Міністерство магії відмовилося визнавати, що Лорд Волдеморт відновив свої сили, то Амбридж у школі Гоґвортс не викладала практики захисту від темних мистецтв, наголошуючи на тому, що ніхто не буде нападати на дітей. Це стало причиною утворення таємної організації Дамблдорова Армія.
Методи викладання Амбридж легко піддаються критиці, адже вона перш за все потребувала від учнів не гарних знань, а строгої дисципліни, покори перед словом учителя. Замість традиційних для Гоґвортсу методів покарання вона ввела свій, що випробував на собі Гаррі Поттер: він писав на пергаменті "Я не повинен брехати", а магічне перо викарбовувало ці слова у нього на руці.

### Верховний інквізитор Гоґвортсу
Долорес Амбридж могла робити в школі майже все, що вважала за потрібне, адже вона представляла Міністерство магії, що своїми наказами змушувало Дамблдора та решту викладачів Гоґвортсу миритися зі своєю волею. Так, Амбридж була призначена Верховним інквізитором Гоґвортсу та почала перевіряти всіх викладачів на професійну придатність. Призначення Амбридж Міністерством магії на посаду Верховного інквізитора виправдане тим, що Міністерство магії хотіло навести лад у Гоґвортсі, оскільки Албус Дамблдор у часи навчання Гаррі Поттера зарекомендував себе як непрофесійний директор. За останні чотири роки директорства Албуса Дамблдора на учнів Гоґвортської школи ставалися напади троля, Василіска та Сіріуса Блека (який у ті часи вважався у Міністерстві магії серійним злочинцем), а закінчилося це все загибеллю учня Гоґвортсу Седрика Діґорі під час Тричаклунського турніру. Албуса Дамблдора також критикували за непрофесійність добору викладачів у Гоґвортсі. Адже саме він найняв на роботу викладачів у Гоґвортсі колишнього смертежера Северуса Снейпа, непрофесійну викладачку віщування Сивілу Трелоні, викладача догляду за магічними істотами Рубеуса Геґріда (внаслідок чийого непрофесійного викладання предмета постраждав учень Гоґвортсу Драко Мелфой), викладачів захисту від темних мистецтв Квірінуса Квірела (який виявився слугою Лорда Волдеморта), Ґільдероя Локарта (який постраждав, стерши собі пам'ять), Ремуса Люпина (який виявився вовкулакою, а отже, піддавав життя учнів школи ризику) й Аластора Муді (який виявився замаскованим смертежером). Сам Албус Дамблдор радше наймав цих викладачів через свою політичну гру, аніж через їх професійні якості. Саме тому основною діяльності Верховного інквізитора Гоґвортсу були перевірки на професійну придатність викладачів Гоґвортсу.
У результаті таких перевірок із посту викладача Гоґвортсу була знята Сивіла Трелоні, а Рубеусові Геґріду був назначений випробувальний термін.
Пізніше Амбридж взяла під свій контроль майже все життя Гоґвортсу. Вона заборонила грати у квідич Гаррі Поттеру, Фреду та Джорджу Візлі. Це пояснюється тим, що вони регулярно порушували шкільні правила.
Дізнавшись про таємні зібрання Дамблдорової Армії, забороняє діяльність будь-яких шкільних організацій. Коли їй вдалося вистежити членів Дамблдорової Армії (учасниця таємних зібрань зрадила ДА), Албус Дамблдор вимушений був переховуватись від Міністерства магії. Тоді Долорес Амбридж була призначена директоркою Гоґвортсу.

### Директор Гоґвортсу
Встановлює контроль над будь-яким зв'язком учнів із зовнішнім світом: всі листи перевіряються, заборонено спілкування за допомогою порошку флу. 
Такий порядок не подобався не тільки учням, а й вчителям. Проте відкрито виступити проти такого диктату змогли лише Фред і Джордж Візлі. Вони випустили в школі феєрверки, начарували болото на третьому поверсі, а також попросили Півза, щоб той ні на крок не залишав директорку. І така витівка залишилася непокараною, оскільки брати Візлі втекли із Гоґвортсу на мітлах.
Врешті-решт, Долорес Амбридж упіймала у своєму кабінеті Гаррі Поттера, що використовував її камін для зв'язку з Лондоном. Після цього, Гаррі Поттер і Герміона Ґрейнджер відвели директорку до Забороненого лісу, де Долорес помстилися кентаври, до яких та нелюб'язно ставилася.
Так закінчилася кар'єра Амбридж у Гоґвортсі.

### Повернення до Міністерства магії
Долорес Амбридж зберегла за собою місце заступника міністра магії навіть тоді, коли змінився сам міністр. 
Була присутня на похоронах Дамблдора. Це свідчить про те, що вона його поважала, хоч і не розділяла його директорських методів.
Коли Міністерство захопив Волдеморт, вона була призначена головою суду над маґлонародженими. Це була скоріше не підтримка дій і поглядів Лорда Волдеморта (хоча Долорес і не заперечувала своє прихильне ставлення до їхніх ідей), а скоріше робота чиновника Міністерства Магії при зміненому політичному режимі. 
Носила медальйон (горокракс) Салазара Слизерина, який відібрала у Манданґуса Флетчера, оскільки вважала його краденим.

### Азкабан
Після падіння Темного Лорда була засуджена до перебування в Азкабані.